# Sint-Laurentiuskerk (Stompwijk)
De Sint-Laurentiuskerk is een rooms-katholieke kerk in Stompwijk, een plaats in de Nederlandse gemeente Leidschendam-Voorburg. De kerk valt onder de Parochie Heiligen Petrus en Paulus.
De Sint-Laurentiuskerk werd tussen 1871 en 1873 gebouwd aan de Dr.v. Noortstraat. De oude schuilkerk van Nootdorp was bouwvallig geworden en werd na afbraak in 1871 tijdelijk vervangen door een noodkerk. De kerk werd gebouwd naar een ontwerp van Evert Margry, een van de belangrijkste leerlingen van Pierre Cuypers. Margry ontwierp een driebeukige neogotische kruiskerk. De kosten werden begroot op f. 52.532,12. Op 17 maart 1873 is de Sint-Laurentiuskerk ingezegend door de toenmalige deken van Zoeterwoude. 
De fundering van de kerk bleek in de jaren 1920 niet goed te zijn, waardoor de vloer ernstig verzakte. Hierdoor vielen de muren bijna uit elkaar en dreigde de toren in te storten. Een soortgelijk lot trof de 15 km verderop gelegen en door dezelfde architect in dezelfde periode ontworpen Onze-Lieve-Vrouw-Geboortekerk in Hoogmade, die in juni 1929 deels instortte en moest worden gesloopt. Een grote restauratie in 1928-1929 voorkwam dat de Laurentiuskerk ook werd verwoest. Onder leiding van de architecten B.J. Koldewey en L. Huydts werden de vloeren en muren verstevigd en de toren grotendeels herbouwd.
De kerk is tot op heden in gebruik bij de H. Laurentius-parochiekern van de Leidse parochie H.H. Petrus en Paulus. In 2010 en 2011 is de kerk grondig gerestaureerd.

## Referentie
1. ↑  "Het driehonderd-jarig bestaan der Parochie Stompwijk. :De restauratie der kerk en een nieuw altaar". www.delpher.nl p. 3. "De Tijd". (1929-30-08). Geraadpleegd op 12 november 2019.

## Extern document
- Gemeentearchief Leidschendam-Voorburg - Uit het parochiearchief....de jaren 1870 en 1871

## Externe koppelingen
- Informatie over het orgel
- Binnenkant kerk panorama[dode link]
- Website H Laurentius parochie Stompwijk